# Łasinek
Łasinek – osada wsi Stary Bukowiec w Polsce, położona w województwie pomorskim, w powiecie kościerskim, w gminie Stara Kiszewa, na skraju Pojezierza Kaszubskiego i na wschodnim krańcu Wdzydzkiego Parku Krajobrazowego. Wchodzi w skład sołectwa Olpuch.

## Podział administracyjny
W latach 1975–1998 osada położona była w województwie gdańskim.